# Mistrzostwa Świata w Gimnastyce Artystycznej 1983
11. Mistrzostwa Świata w Gimnastyce Artystycznej odbyły się w dniach od 10 do 11 listopada 1983 roku w Strasburgu. Zawody zdominowane zostały przez Bułgarki i reprezentantki ZSRR, które podzieliły pomiędzy siebie większość medali, oddając tylko jeden (brązowy) Korei Północnej. Polskę reprezentowały trzy zawodniczki: 24. w wieloboju Teresa Folga, 25. Dorota Kozłowska i 34. Anna Kłos-Sulima.

## Tabela medalowa
| Miejsce | Państwo        | Złoto | Srebro | Brąz | Razem |
| ------- | -------------- | ----- | ------ | ---- | ----- |
| 1       | Bułgaria       | 7     | 2      | 5    | 14    |
| 2       | ZSRR           | 2     | 3      | 2    | 7     |
| 3       | Korea Północna | 0     | 0      | 1    | 1     |

## Medalistki
| Konkurencja:              | Złoto:                               | Srebro:                                            | Brąz:                              |
| Układy indywidualne       |                                      |                                                    |                                    |
| wielobój indywidualnie    | Diliana Georgiewa                    | Lilia Ignatowa Galina Beloglazowa Anelia Ralenkowa |                                    |
| ćwiczenia z obręczą       | Anelia Ralenkova                     | Galina Beloglazowa                                 | Lilia Ignatowa Dalia Kuntkaite     |
| ćwiczenia z piłką         | Galina Beloglazova Lilia Ignatowa    |                                                    | Daliana Georgiewa Anelia Ralenkowa |
| ćwiczenia z maczugami     | Diliana Georgiewa Lilia Ignatowa     |                                                    | Dalia Kutkaite Anelia Ralenkova    |
| ćwiczenia ze wstążką      | Galina Beloglazowa Diliana Georgiewa |                                                    | Anelia Ralenkowa                   |
| Drużynowe układy zbiorowe |                                      |                                                    |                                    |
| Konkurs drużynowy         | Bułgaria                             | ZSRR                                               | Korea Północna                     |